# 기능성 게임
기능성 게임은 게임의 주요 목적인 오락성보다는 특별한 목적을 의도로 재미있게 설계한 게임을 말하며 건강, 홍보, 교육, 경영, 의료, 광고, 복지 등 다양한 범위로 확장되어서 연구와 개발이 이루어지고 있다. 시리어스 게임을 대한민국에서는 기능성 게임이라고도 부르지만 완전히 일치하지는 않는 개념이다.

## 정의
기능성 게임은 게임의 요소를 지니면서 다양한 이로운 측면을 담고 있는 게임이라고 정의할 수 있다. 기능성과 놀이성은 상호배타적인 개념이 아니며, 특정 목적성과 게임의 재미요소가 상호유기적으로 결합하여 상승효과를 기대하는 목적으로 디자인 된 게임으로 과정 추론적 재미만 추구하지 않는다는 점에서 상업용 게임(entertainment game)과 구분되고, 결과론적 학습효과만 중시하지 않는다는 점에서 교육용콘텐츠(edu-contents)와도 구분된다.

## 역사
최초 기능성 게임을 정의한 1970년대 훨씬 이전부터 이미 게임은 기능적으로 활용되고 있었는데, 그 첫 번째 사례는 군사적 훈련을 그 목적으로 하고 있었다. 기원전부터 비롯되었다는 바둑이나 장기, 7세기경 서양의 체스를 굳이 예로 들지 않아도 서구사회에서는 17세기에 이미 체스를 간단하게 발전시킨 양식의 war game이 모의전투를 위해 사용되었다. 20세기 디지털 기반기술의 발전은 이러한 모의전투를 좀 더 현실적으로 가능하도록 하였으며, 이처럼 위험한 상황을 대비하여 실제의 것을 따라 해서 해보는 모의적 실험, 소위 시뮬레이션은 현재에도 현실과 가장 유사한 형태의 체험을 제공하는 기능성 게임의 가장 중요한 요소로 자리매김하고 있다.
기능성 게임이 주목받으며 커뮤니티가 형성된 계기는 2002년에 출시된 대학 경영시뮬레이션 'Virtual U'와 미 육군이 신병 모집을 위해서 개발한 ‘America’s Army’가 성공한 것이 주된 원인이다.
2002년 워싱턴 DC에 본부를 두는 비영리 연구기관 ‘Woodrow International Center for Scholars’는 ‘Serious Game Initiative’를 발족한다. 이것이 기능성 게임의 커뮤니티의 시작이며, 기능성 게임의 역사에서 가장 중요한 순간이다. Serious Game Initiative는 2003년 12월 워싱턴DC에서 ‘Serious Game Day’이라는 세미나 이벤트를 개최하고 2004년 3월에는 산호세에서 개최된 GDC(Game Developer Conference)기간 중에 제1회 ‘Serious Game Summit’이 시작된다. 이후에 ‘Game For Change’와 ‘Game For Health’커뮤니티가 만들어져 다양한 기능성 게임 개발을 주도하게 되었다.

## 유형
기능성 게임은 오락적 요소만을 추구하는 것이 아니라 현실세계에서 맞닥뜨리는 실질적인 문제들을 해결하려 노력하는 기능성이다.

### 건강 기능성 게임
게임을 하며 건강관리하고 질병을 예방하는 기능을 제공하는 게임으로 주로 운동용 기구에 컴퓨터 게임요소를 더하여 운동과정의 성과를 게임으로 표현함으로써 운동의 효과를 높일 수 있다. 게임을 함으로써 자연적으로 건강에 대한 지식을 습득할 수 있다.

### 교육 기능성 게임
게임의 재미성 외에 학습적 효과를 주는 게임으로 교육과 엔터테인먼트의 합성어인 에듀테인먼트 또는 에듀게임으로 불리고 있다. 위험한 상황을 대신해서 실험하거나 예측하는 시뮬레이션적 요소는 상대적으로 아주 적거나 아예 없으며, 사실적 자료나 현장의 모사 보다는 교육이론을 바탕으로 학습효과를 극대화하는 것에 초점을 두고 있다. 전체 기능성 게임 분야 중 활용빈도가 제일 높은 부분을 차지하고 있다...

### 심리 기능성 게임
심리분야는 주로 직접적인 교육적 효과를 주기 보다는 학습을 위한 학습능력과 집중력을 키워주는데 초점을 둔다. 주로 명상을 유도하는 게임으로서 심리적 치료 또는 치유의 효과가 있고, 정신적인 스트레스를 해소하는 기능을 갖고 있다.

### 치료 기능성 게임
의료적 차원에서 게임 플레이를 통한 가상 체험을 통해 질병을 예방하거나, 만성 환자에게 질병의 중요성과 응급 대처방법 등을 알게 하는 예방용 게임이다. 또한 가상현실 기술을 이용하여 직접 치료하기 힘든 공황장애 등을 치료하는 게임들도 있다.

### 군사 훈련 기능성 게임
가상의 군사적 훈련을 목적으로 개발된 게임으로 육군, 공군, 해군 등 모든 분야에서 적용되고 있다. 실제로 장비를 갖추고 훈련하기에는 비용이 많이 들거나 환경이 적합하지 않은 비행 시뮬레이션 게임 등에 많이 사용되고 있다.

## 같이 보기
- 온라인 게임
- 비디오 게임
- 비디오 게임 목록
- 게임화